# Micha Ullman
Micha Ullman(n) (Tel Aviv, 1939) is een Israëlische kunstenaar.

## Leven en werk
Ullman werd geboren in het Brits Mandaatgebied Palestina. Hij volgde van 1960 tot 1964 een opleiding aan de Bezalel Academy of Art and Design in Jeruzalem. Vanaf 1965 vervolgde hij zijn studie aan de Central School for Arts and Crafts in Londen. Van 1970 tot 1978 was hij docent in Jeruzalem en vanaf 1976 gasthoogleraar aan de kunstacademie in Düsseldorf. Van 1979 tot 1985 was Ullmann weer werkzaam in Israël als docent aan de faculteit van architectuur en stadsplanning van het Technion in Haifa en vanaf 1985 tot 1989 aan de Universiteit van Haifa. In 1989 kreeg hij een beurs van de Deutsche Akademische Austauschdienst DAAD in Berlijn. In 1991 volgde zijn aanstelling tot hoogleraar beeldhouwkunst aan de Akademie der Bildenden Künste Stuttgart, waar hij bleef tot 2005.
Ullman leeft en werkt in Ramat HaSharon bij de stad Tel-Aviv in Israël. Zijn werk wordt gerekend tot de kunststromingen land art en minimal art. Hij kreeg in 1995 de Käthe-Kollwitz-Preis.

## Werken in de openbare ruimte
- Grund/Ground (1987), buitencollectie Skulpturenmuseum Glaskasten in Marl - oorspronkelijk ontworpen voor de documenta 8 in Kassel en in 2006 geplaatst in Marl
- Havdalah (1988), beeldenpark Tefen Sculpture Garden in Israël
- Yesod/Foundation (1989), Rothschild Boulevard in Tel Aviv
- Niemand (1990), bij de Berlinische Galerie in de Berlijnse wijk Berlin-Kreuzberg (geplaatst in 2004)
- Waage (1990), Kunst-Landschaft in Neuenkirchen (Lüneburger Heide)
- Denkmal zur Erinnerung an die Bücherverbrennung (1995) op de Bebelplatz in Berlijn
- Gate (1995), Performing Arts Centre in Tel Aviv
- Schlüssel (2005), Frei Mitte Süd in Stuttgart-Vaihingen

## Fotogalerij

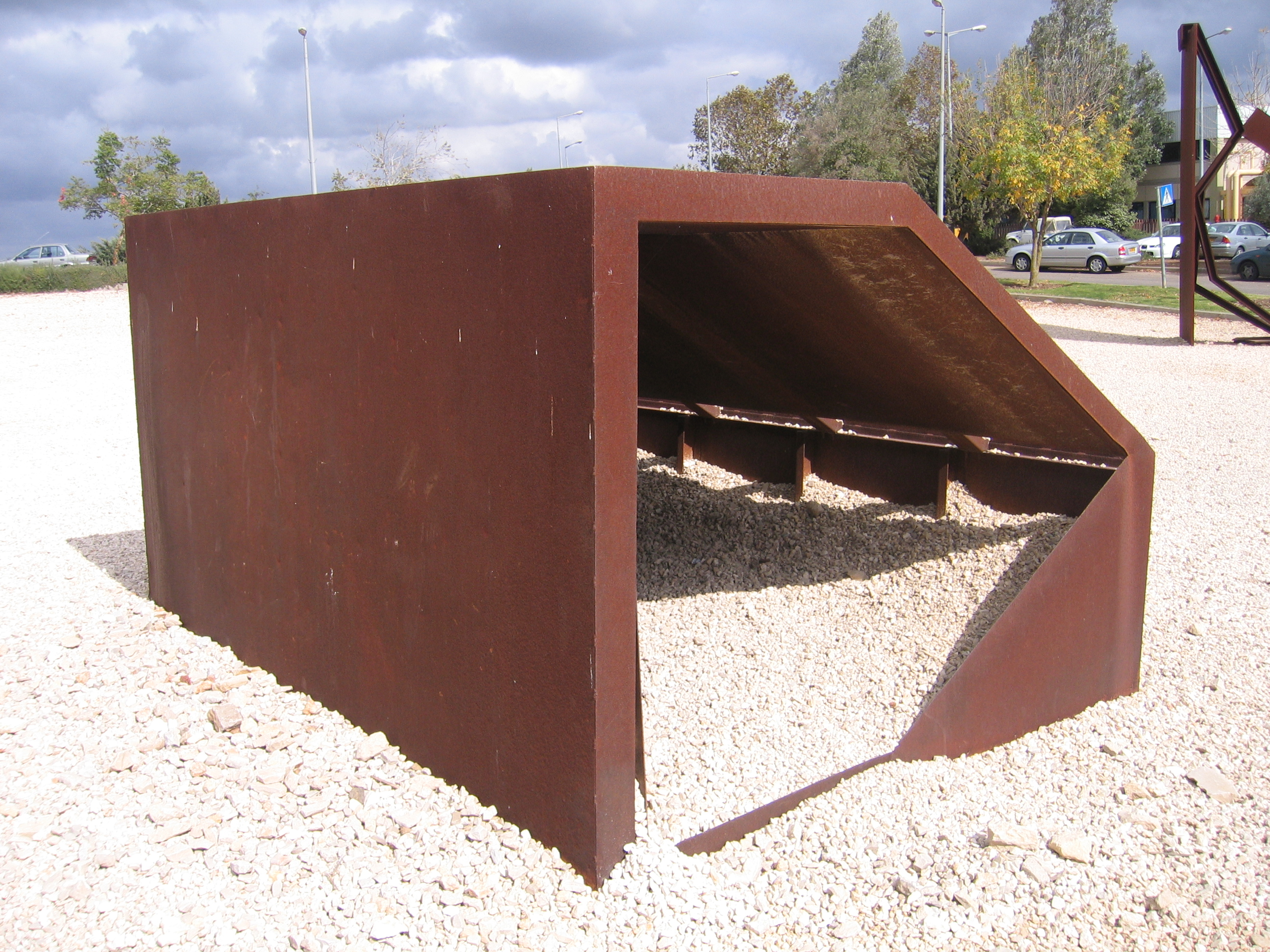
Havdalah (1980) Tefen Sculpture Garden
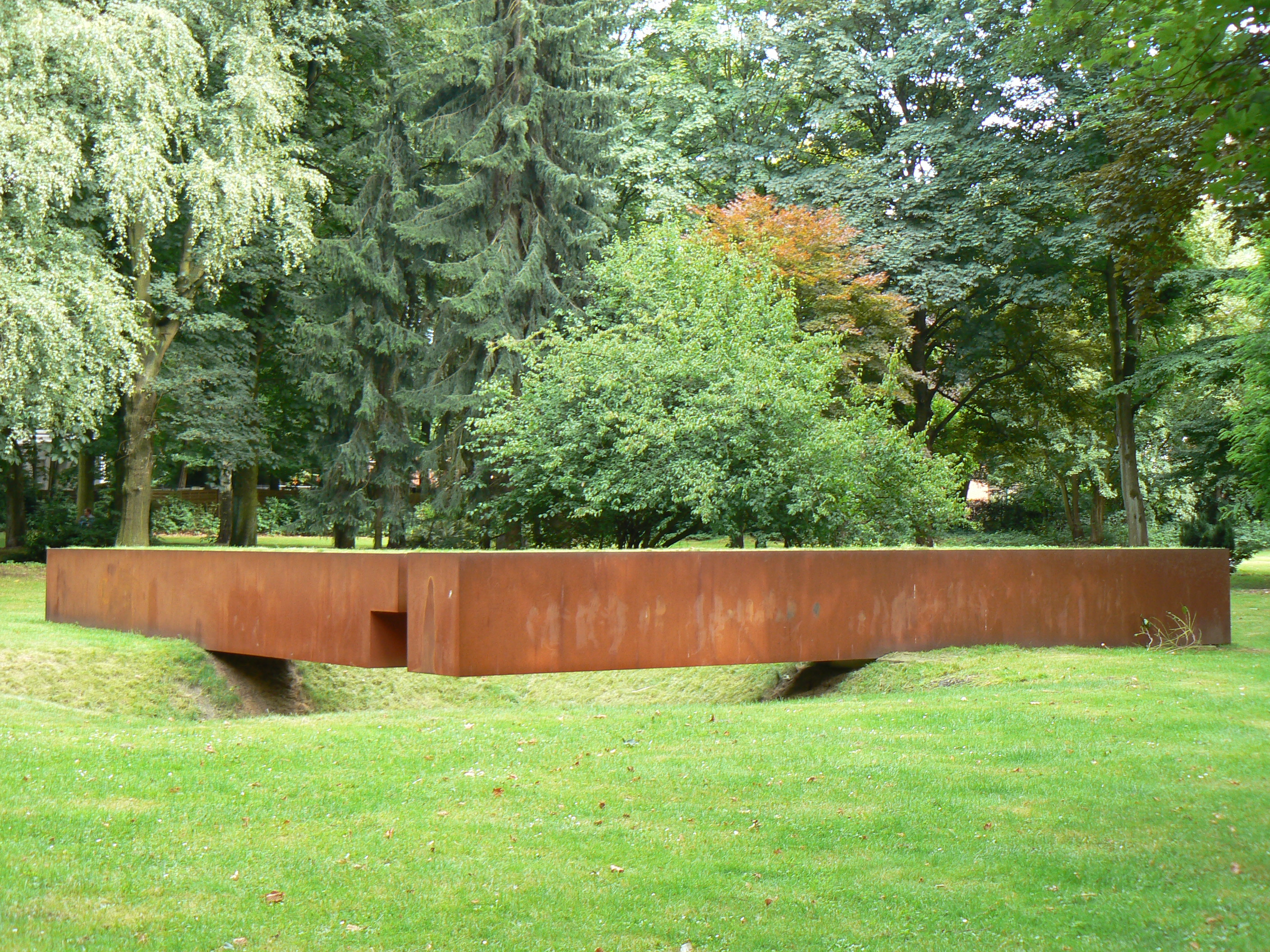
Ground (1987/2006), Skulpturenmuseum Glaskasten in Marl
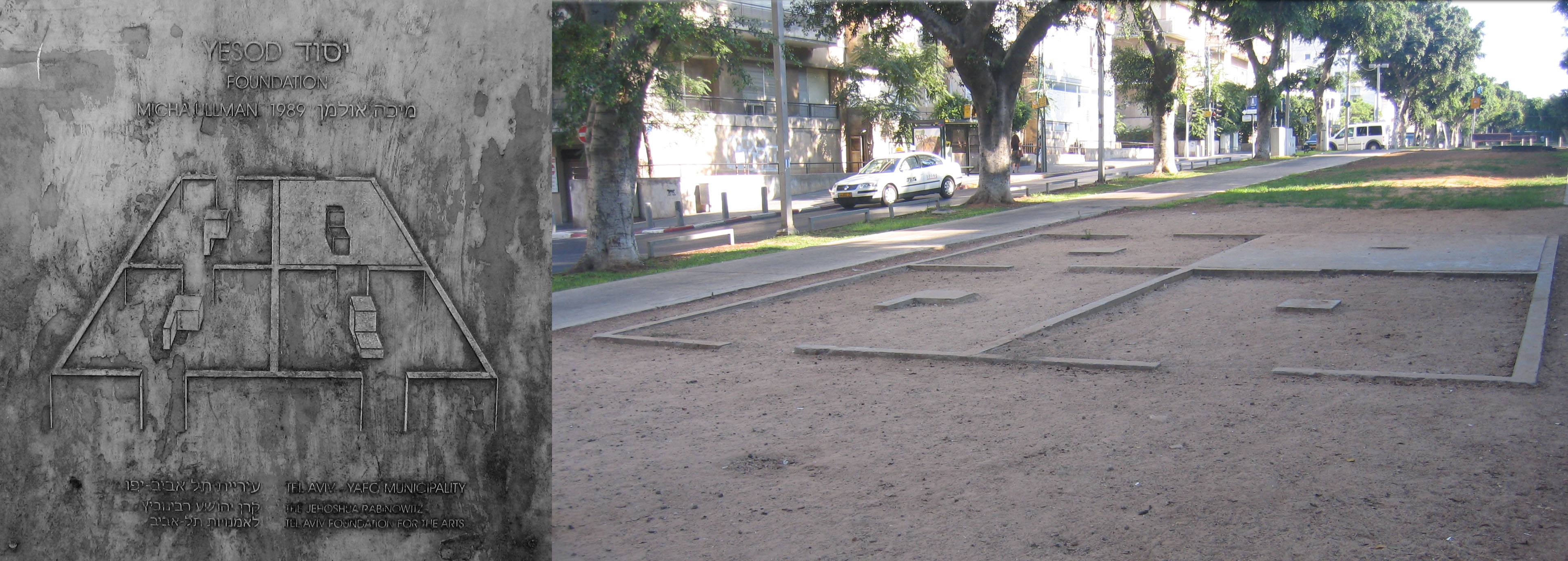
Foundation/Yesod (1989) Tel-Aviv
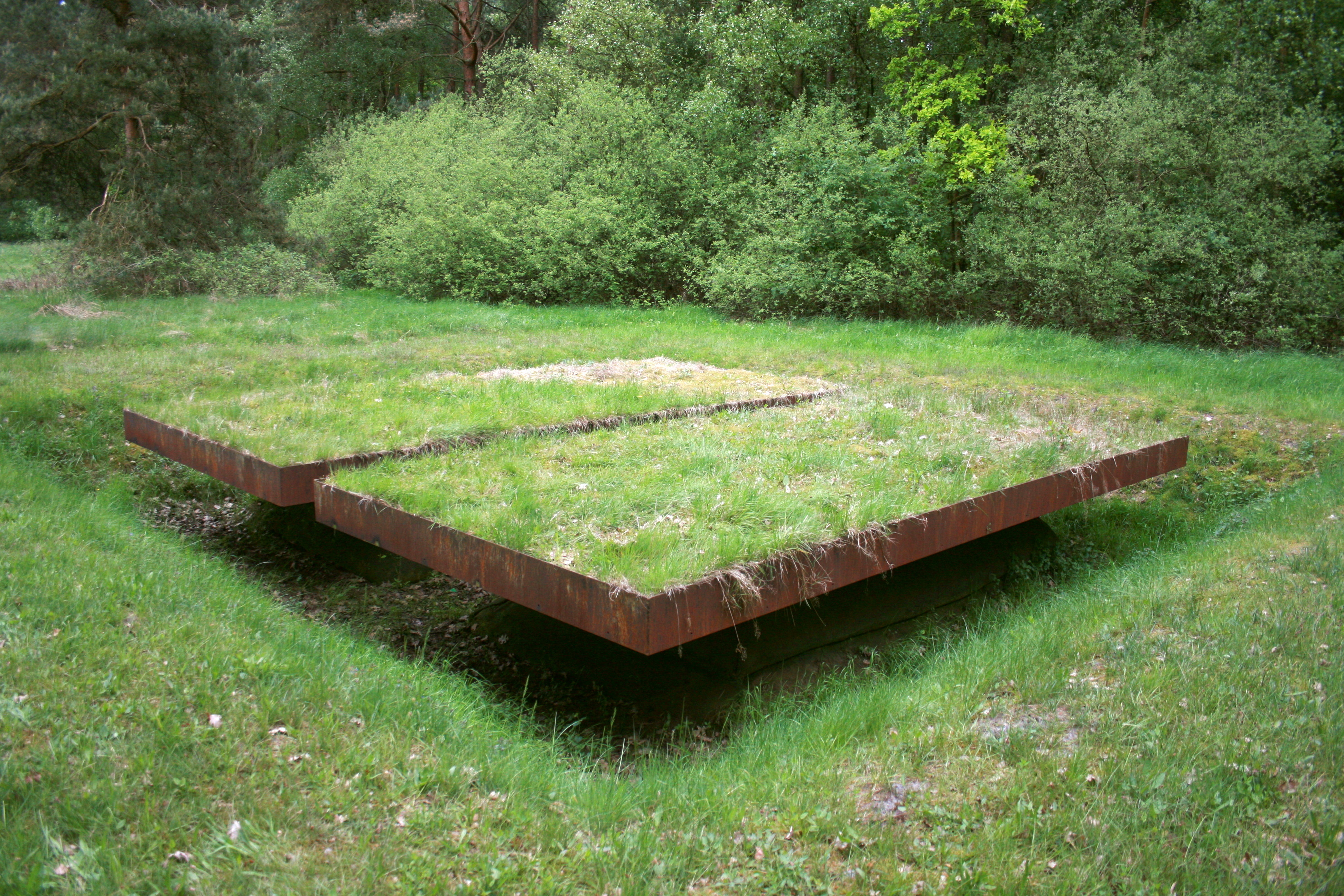
Waage (1990) in Neuenkirchen
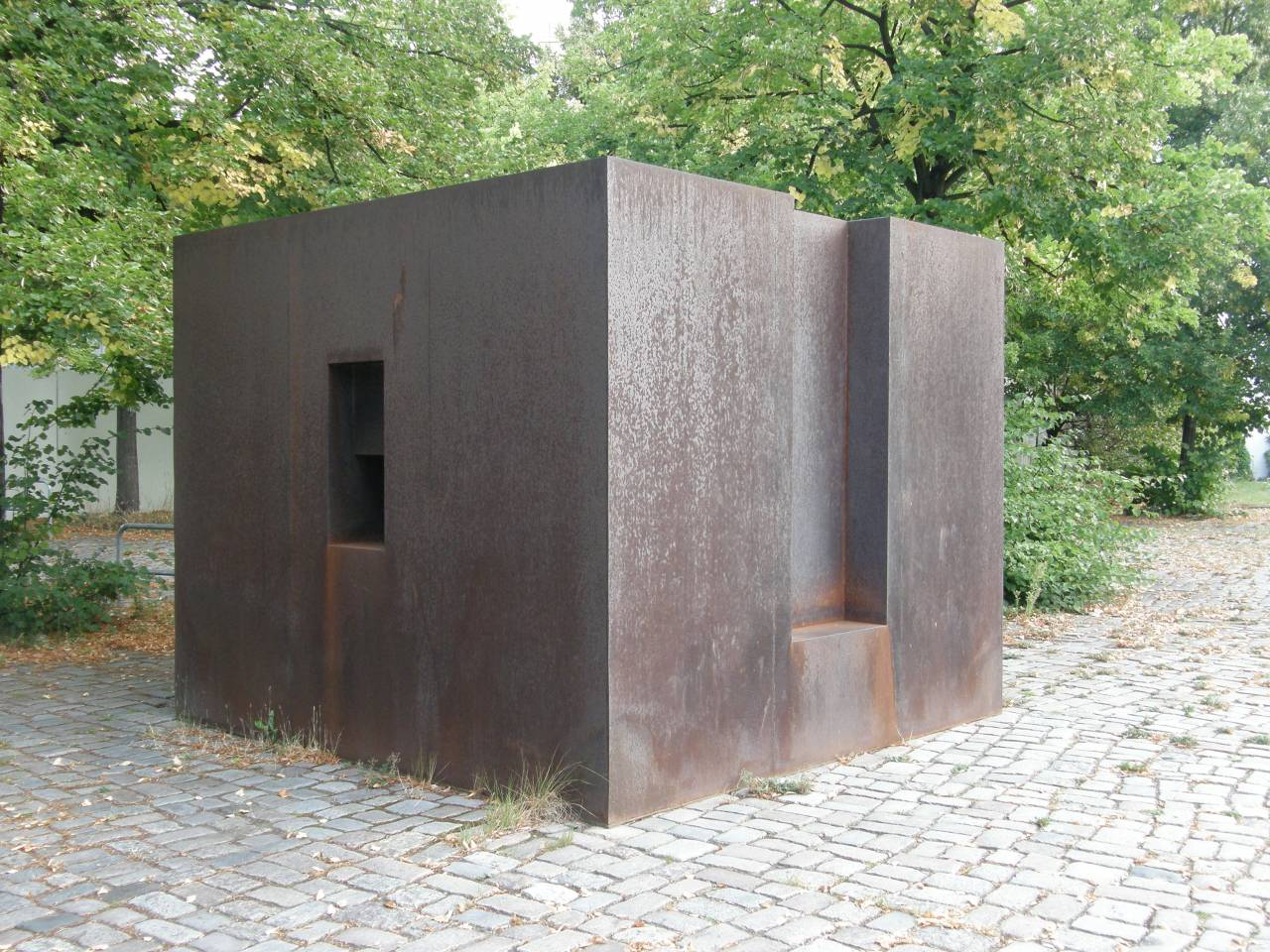
Niemand (1990) in Berlin-Kreuzberg
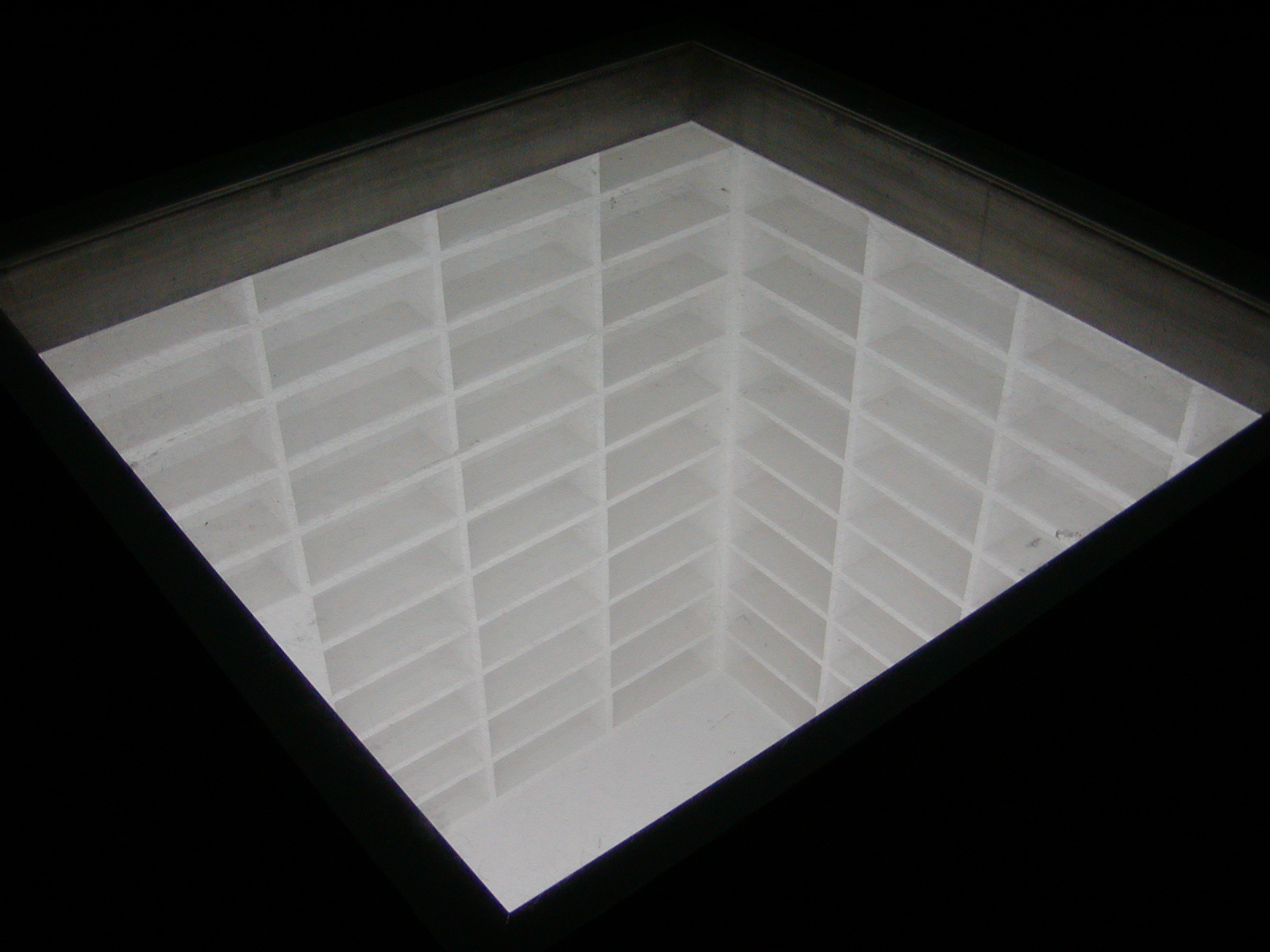
Monument ter herinnering aan de boekverbranding (1995) in Berlijn
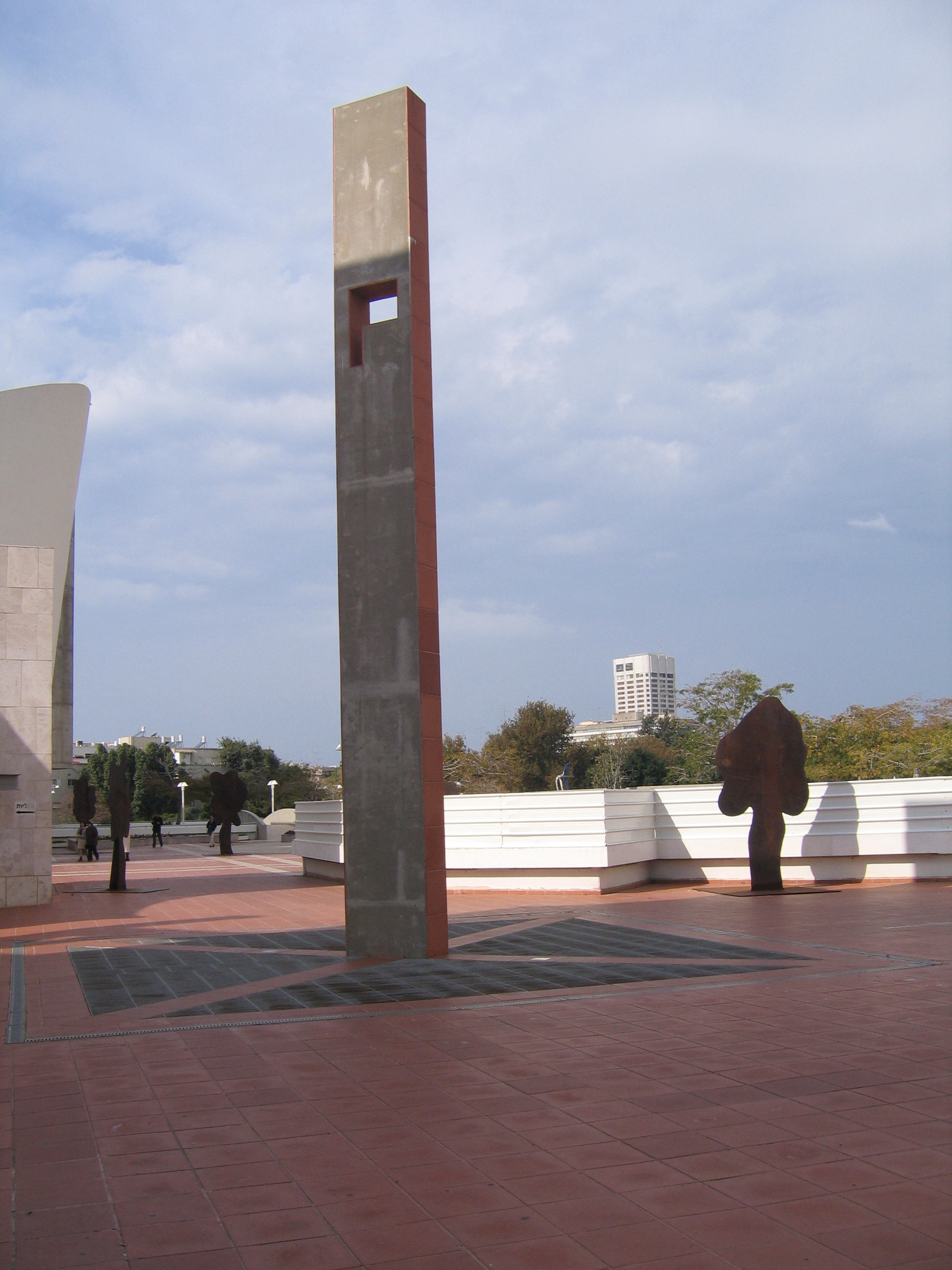
Gate (1995) Tel-Aviv
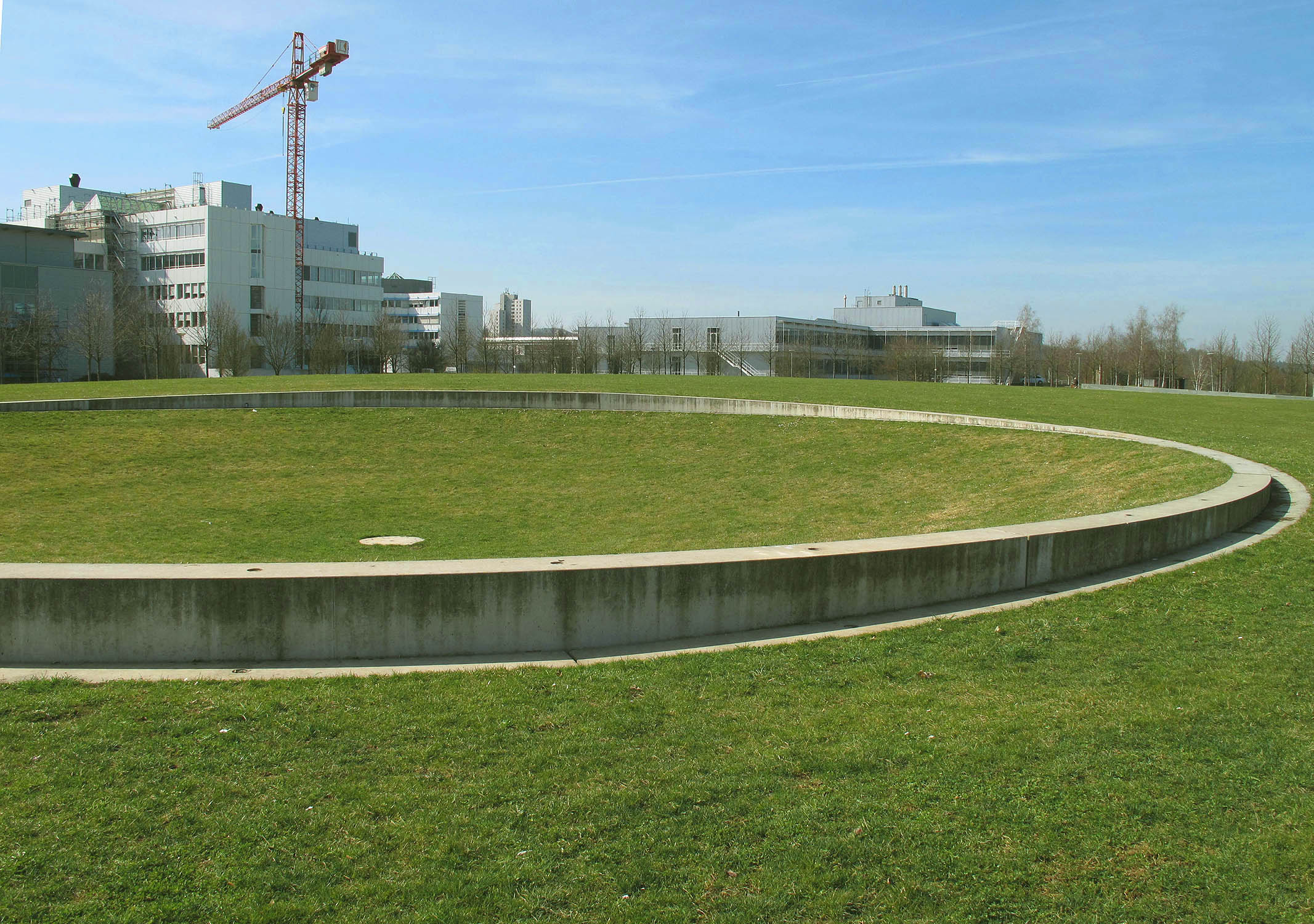
Schlüssel (2005), Stuttgart-Vaihingen